# Richard av Sayn-Wittgenstein-Berleburg
Richard Casimir Karl August Robert Konstantin Prinz zu Sayn-Wittgenstein-Berleburg, född 29 oktober 1934 i Giessen i Tyskland, död 13 mars 2017 på slottet i Berleburg, var en tysk kunglighet. Han var son till furst Gustav Albrecht av Sayn-Wittgenstein-Berleburg och Margareta Fouché d'Otrante, som var svenska.
Prins Richard gifte sig 3 februari 1968 i Fredensborgs slottskyrka med prinsessan Benedikte av Danmark, andra dotter till kung Fredrik IX av Danmark och Ingrid av Sverige.

## Barn och barnbarn
- Gustav zu Sayn-Wittgenstein-Berleburg, född 12 januari 1969.
- Alexandra av Sayn-Wittgenstein-Berleburg, född 20 november 1970. Hon gifte sig den 6 juni 1998 på Gråstens slott, Danmark, med Jefferson von Pfeil und Klein-Ellguth, född 12 juli 1967. De har två barn:
  - Richard von Pfeil und Klein-Ellguth, född 14 september 1999.
  - Ingrid von Pfeil und Klein-Ellguth, född 16 augusti 2003.
- Nathalie zu Sayn-Wittgenstein-Berleburg, född 2 maj 1975.